# Lupe o le Soaga
Lupe o le Soaga ist ein samoanischer Fußballverein aus Tuanaimato. Zurzeit spielen sie in der höchsten Klasse des Landes, der Samoa National League.

## Geschichte
Lupe o le Soaga spielten in der Saison 2011/12 in der zweiten Liga (First Division), in der sie sich im Play-off gegen Vaimoso FC durchsetzten und in die Samoa Premier League aufstiegen. Bereits im Debütjahr in der ersten Liga gewannen sie diese, mit nur einem verlorenen Spiel auf dem Konto. Zudem gewannen sie den Samoa Cup und besiegten im Finale Kiwi SC mit 2:1.
Durch den Gewinn der ersten Meisterschaft in der Saison 2012/13, nahmen sie an der Qualifikation zur OFC Champions League 2014/15 teil und konnten sich für die Endrunde qualifizieren.
Die Frauenmannschaft wurde zweiter in der Pokalsaison 2012/13.

## Erfolge
- Samoa National League: 7

2012/13, 2014/15, 2016, 2017, 2019, 2020, 2021
- Samoa Cup: 1

2012/13